# Monomorium flavigaster
Monomorium flavigaster är en myrart som först beskrevs av Clark 1938.  Monomorium flavigaster ingår i släktet Monomorium och familjen myror. Inga underarter finns listade i Catalogue of Life.